# Markaryd
Markaryd è una cittadina (tätort) della Svezia meridionale, situata nella contea di Kronoberg; è il capoluogo amministrativo della municipalità omonima.
Vi è nato il controverso famigerato scrittore e cantante Nattramn, voce dei Silencer, gruppo depressive black metal svedese.